# Eritrichium latifolium
Eritrichium latifolium là loài thực vật có hoa trong họ Mồ hôi. Loài này được Kar. & Kir. mô tả khoa học đầu tiên năm 1842.